# Fallen Legion
Fallen Legion est un jeu vidéo de type action-RPG développé et édité par YummyYummyTummy, sorti en 2017 sur Windows, Nintendo Switch, PlayStation 4 et PlayStation Vita.
La première version sortie sur PlayStation 4 est Fallen Legion: Sins of an Empire. Une autre version, Fallen Legion: Flames of Rebellion sort sur la même console et sur PlayStation Vita. Le jeu est ensuite porté sur PC sous le titre Fallen Legion+ puis sur Switch sous le titre Fallen Legion: Rise to Glory.

## Accueil
- Famitsu : 29/40[1]